# Федосова Тетяна Іванівна
Тетяна Іванівна Федосова (попереднє прізвище — Нестерчук) (нар. 18 травня 1975) — українська футболістка, захисниця.

## Життєпис
Футбольну кар'єру розпочала 1991 року в чернігівській «Легенді». Упродовж 13 сезонів (крім 1996 року, коли вона не виступала у зв'язку з народженням сина) відіграла за команду 212 офіційних матчів. За цим показником посідає 2-ге місце за всю історію команди. Триразова чемпіонка України та дворазова володарка Кубка України. У сезонах 2001/02 та 2003/04 виступала за «Легенду» у єврокубках. По завершенні сезону 2004 року залишила команду.
У 2005 році перейшла до сумського «Спартака». Зіграла 1 матч у Вищій лізі за сумський колектив. По завершенні сезону закінчила футбольну кар'єру.

### Кар'єра у збірних
1991 року грала за збірну клубів СРСР на міжнародному турнірі у Фінляндії. У 1994—1995 роках виступала за збірну України у відбіркових матчах чемпіонату Європи.

## Досягнення
«Легенда»
- Вища ліга чемпіонату України
  -  Чемпіонка (3): 2000, 2001, 2002
  -  Срібна призерка (5): 1997, 1998, 1999, 2003, 2004
  -  Бронзова призерка (1): 1992

- Кубок України
  -  Володарка (2): 2001, 2002
  -  Фіналістка (4): 1998, 1999, 2003, 2004